# 王顺妃 (南唐烈祖)
王顺妃（?—?），中國五代十国之南唐烈祖李昪的元配夫人。
父亲是昇州刺史王戎，李昪的义父徐溫为李昪主持娶妻。王夫人性至孝。徐溫卧病期间，李昪（徐知誥）夫妻一直在床前伺候。徐温问谁来了，李昪说：“知誥在斯”。问还有谁，李昪说“知誥之妇”。王夫人被封为魏国君。去世后，徐温常常叹息。为王氏陪嫁的宋福金被扶正，即李璟的生母。昇元元年（937年），李昪即皇帝位，追封王夫人为顺妃。